# 柳林镇 (巴中市)
柳林镇，是中华人民共和国四川省巴中市恩阳区下辖的一个乡镇级行政单位。2019年12月，撤销万安乡，将原万安乡北斗社区、盐井村、唐家梁村、柏林湾村和双胜镇五都村所属行政区域划归柳林镇管辖。

## 行政区划
柳林镇下辖以下地区：
新凤社区、金龙社区、铜城寨村、人和寨村、檬子桠村、猫儿铺村、罐子沟村、玉金村、七星寨村、七颗石村、过街楼村、海山村、凤鸣桠村、钟家坝村、凤仪村、桅杆垭村、如来寺村、华山村、来龙寨村、双柏垭村、海山坝村、田坝村、凤凰坝村和苟金山村。